# Gunung Sibaka
Gunung Sibaka är ett berg i Indonesien.   Det ligger i provinsen Aceh, i den västra delen av landet, 1 600 km nordväst om huvudstaden Jakarta. Toppen på Gunung Sibaka är 495 meter över havet, eller 53 meter över den omgivande terrängen. Bredden vid basen är 0,83 km.
Terrängen runt Gunung Sibaka är kuperad åt nordost, men åt sydväst är den platt. En vik av havet är nära Gunung Sibaka åt sydväst.Runt Gunung Sibaka är det ganska glesbefolkat, med 35 invånare per kvadratkilometer. I omgivningarna runt Gunung Sibaka växer i huvudsak städsegrön lövskog.